# ۱۰۸۵ (خورشیدی)
۱۰۸۵ هزار و هشتاد و پنجمین سال هجری خورشیدی است.